# TT29
|  |

|  |

|  |

|  |

|  |

|  |

|  |

|  |

TT29 (Theban Tomb 29) è la sigla che identifica una delle Tombe dei Nobili ubicate nell’area della cosiddetta Necropoli Tebana, sulla sponda occidentale del Nilo dinanzi alla città di Luxor, in Egitto. Destinata a sepolture di nobili e funzionari connessi alle case regnanti, specie del Nuovo Regno, l'area venne sfruttata, come necropoli, fin dall'Antico Regno e, successivamente, sino al periodo Saitico (con la XXVI dinastia) e Tolemaico.

## Titolare
TT29 Era la tomba di:
| Titolare                | Titolo                          | Necropoli           | Dinastia/Periodo              | Note                                                  |
| ----------------------- | ------------------------------- | ------------------- | ----------------------------- | ----------------------------------------------------- |
| Amenemipet, detto Pairy | Governatore della città e visir | Sheish Abd el-Qurna | XVIII dinastia (Amenhotep II) | lato est; sul lato a sud della collina, sotto la TT95 |

### Biografia
Amenemipet Pairy fu figlio di Ahmose, detto Humay (TT224), e Nub; fratello di Sennufer (TT96) la cui moglie si chiamava Sentnay. Sua moglie si chiamava Weretmaatef e aveva un figlio di nome Paser.. A lui è inoltre assegnata anche la tomba KV48 della Valle dei Re.

## Descrizione
Un breve corridoio, sulle cui pareti sono rappresentati il defunto e la moglie in atto di offrire incenso e unguenti al dio Ra, consente l'accesso a una camera trasversale, non ultimata, con quattro pilastri.
Nell'ingresso della tomba sono rappresentate sei scene:
- Amenemipet e Weretmaatef in offertorio dinanzi a Ra;
- il defunto in offertorio dinanzi al kha del re Amenhotep II;
- testi recanti gli incarichi del visir;
- Amenemipet che amministra la giustizia come visir;
- altre due scene contenenti principalmente testi.

Un corridoio, in cui sono riportati specialmente testi, dà accesso ad un secondo e più lungo corridoio in cui Amenemipet è rappresentato con suo fratello Sennufer e con suo figlio Paser. In altre scene, il defunto amministra la giustizia, o assiste a un concerto di arpisti e liutisti. Su una parete il corteo funebre cui prendono parte, tra gli altri, preti e macellai che recano animali sacrificali tra cui tori e oche. Sul fondo della camera/corridoio, la decorazione è in parte distrutta, ma si può intuire il defunto in atto di adorazione e di offertorio a Osiride.

### Annotazioni
1. ↑  La prima numerazione delle tombe, dalla numero 1 alla 253, risale al 1913 con l’edizione del "Topographical Catalogue of the Private Tombs of Thebes" di Alan Gardiner e Arthur Weigall. Le tombe erano numerate in ordine di scoperta e non geografico; ugualmente in ordine cronologico di scoperta sono le tombe dalla 253 in poi.
2. ↑  I campi della Duat, ovvero l'aldilà egizio, si trovavano, secondo le credenze, proprio sulla riva occidentale del grande fiume.
3. ↑  Nella sua epoca di utilizzo, l'area era nota come "Quella di fronte al suo Signore" (con riferimento alla riva orientale, dove si trovavano le strutture dei Palazzi di residenza dei re e i templi dei principali dei) o, più semplicemente, "Occidente di Tebe".
4. ↑  le Tombe dei Nobili, benché raggruppate in un'unica area, sono di fatto distribuite su più necropoli distinte.
5. ↑  Le note, sovente di inquadramento topografico della tomba, sono tratte dal "Topographical Catalogue" di Gardiner e Weigall, ed. 1913 e fanno perciò riferimento alla situazione dell'epoca.
6. ↑  Le ridotte dimensioni della KV48, e il fatto che sia del tutto priva di decorazioni, ha fatto supporre che quest'ultima, di cui si erano perse le tracce e ritrovata solo negli anni '80 del '900, fosse solo un cenotafio.

### Fonti
1. ↑  Porter e Moss 1927,  pp. 45-46.
2. ↑  Gardiner e Weigall 1913.
3. ↑  Donadoni 1999,  p. 115.
4. ↑  Gardiner e Weigall 1913,  pp. 18-19.
5. ↑  Porter e Moss 1927,  p. 43.